# فيكتوريا كونيفال
فيكتوريا كونيفال (بالإنجليزية: Victoria Konefal)‏، من مواليد 29 أكتوبر 1996 في بروكلين، نيويورك، هي ممثلة أمريكية. اشتهرت بدور سيارا برادي في المسلسل التلفزيوني أيام حياتنا (2017-الآن).
تتكون عائلتها من والديها وأخ أكبر وأخت. درست في ثانوية فيوريلو هـ. لاغوارديا. في عام 2015، شاركت في مسابقة ملكة جمال، حيث توجت ملكة جمال بولندا بالولايات المتحدة الأمريكية.

## وصلات خارجية
- فيكتوريا كونيفال على موقع IMDb (الإنجليزية)
- فيكتوريا كونيفال على موقع ميتاكريتيك (الإنجليزية)
- فيكتوريا كونيفال على موقع روتن توميتوز (الإنجليزية)
- فيكتوريا كونيفال على موقع قاعدة بيانات الأفلام العربية
- فيكتوريا كونيفال على موقع ألو سيني (الفرنسية)
- فيكتوريا كونيفال على موقع تيرنر كلاسيك موفيز (الإنجليزية)
- فيكتوريا كونيفال على موقع أول موفي (الإنجليزية)
- فيكتوريا كونيفال على موقع قاعدة بيانات الفيلم (الإنجليزية)
- فيكتوريا كونيفال على موقع كينوبويسك (الروسية)